# Котяци Іван Олександрович
Іван Олександрович Котяци (16 листопада 1929, село Малаєшти, тепер Мелеєшть Ришканського району, Молдова — ?) — молдавський радянський діяч, голова Державного комітету Молдавської РСР з охорони природи. Член ЦК КП Молдавії в 1963—1971 роках. Член Ревізійної комісії КП Молдавії в 1971—1986 роках. Депутат Верховної Ради Молдавської РСР 6—7-го та 10-го скликань.

## Біографія
Народився в селянській родині.
Член КПРС з 1953 року.
У 1953—1956 роках — головний агроном Новокомісарівської машинно-тракторної станції Молдавської РСР; голова колгоспу «Красная Бессарабия» Дубоссарського району Молдавської РСР.
У 1955 році закінчив Кишинівський державний сільськогосподарський інститут імені Фрунзе.
У 1956—1959 роках — інструктор відділу сільського господарства ЦК КП Молдавії.
У 1959—1961 роках — слухач Вищої партійної школи при ЦК КПРС у Москві.
У 1961—1962 роках — 2-й секретар, 1-й секретар Ліпканського районного комітету КП Молдавії.
У 1962 році — 1-й секретар Єдинецького районного комітету КП Молдавії.
У 1962—1965 роках — секретар парткому Єдинецького виробничого колгоспно-радгоспного управління.
У 1965—1968 роках — 1-й секретар Єдинецького районного комітету КП Молдавії.
14 жовтня 1968 — 20 липня 1988 року — голова Державного комітету Молдавської РСР з охорони природи.
Подальша доля невідома.

## Нагороди
- орден Леніна
- орден «Знак Пошани»
- медалі